# Camilla Sparv
Camilla Sparv (3 de junio de 1943) es una actriz sueca.

## Biografía
Sparv nació en Estocolmo, Suecia, el 3 de junio de 1943. Recibió un Globo de Oro como recién llegada más prometedora en 1967 por su papel junto a James Coburn en Dead Heat on a Merry-Go-Round (1966). También ha aparecido en películas como Murderers' Row (1966), The Trouble with Angels (1966), Assignment K (1968), Nobody Runs Forever (1968), Mackenna's Gold (1969), Downhill Racer (1969), The Greek Tycoon (1978), Caboblanco (1980) y Survival Zone (1983), así como en los programas de televisión Airwolf, The Rockford Files, The Love Boat, Hawaii Five-O y la miniserie Valley of the Dolls. En 1977, apareció en "Never Con a Killer", el episodio piloto de la serie policíaca de la ABC The Feather y Father Gang. Desempeñó varios papeles en sus películas, destacando como belleza femenina en la nieve o con los esquís.
Sparv estuvo brevemente casada con el productor estadounidense Robert Evans en 1965. Ahora retirada, Sparv tiene dos hijos de su segundo marido, Herbert W. Hoover III, y está casada con su tercero, Fred Kolber, desde junio de 1994.